# Herbert G. Jenkins
Herbert George Jenkins (1876 – Londra, 8 giugno 1923) è stato uno scrittore e editore inglese, proprietario della casa editrice Herbert Jenkins Ltd. che pubblicò molti dei romanzi di P. G. Wodehouse.

## Biografia
I suoi genitori erano originari di Norfolk e, secondo il suo necrologio apparso su The Times, venne educato al Greyfriars College. Iniziò a lavorare come giornalista rimanendo per circa undici anni alla casa editrice The Bodley Head prima di fondare la sua casa editrice nel 1912. Non si sposò mai, e morì di malattia a 47 anni l'8 giugno 1923, nel quartiere Marylebone a Londra.
Nel 1912 Jenkins fondò la casa editrice Herbert Jenkins Limited. I suoi uffici erano situati in uno stretto palazzo di cinque piani, del XIX secolo, sito in Duke of York Street, poco distante da Jermyn Street a Londra. La nuova attività ottenne un buon successo fin dall'inizio per la capacità unica di Jenkins (in quel momento) di soddisfare il sempre mutevole gusto del pubblico. Ebbe anche un buon occhio nel riconoscere i nuovi talenti, non scoraggiandosi se un manoscritto era stato rifiutato da altri editori. I suoi metodi di pubblicità erano fin troppo innovativi. Eliminò la pubblicità e le sovraccoperte e fece circolare fra i suoi lettori una pubblicazione mensile chiamata Wireless (senza fili) La Herbert Jenkins Ltd. pubblicò molti dei romanzi di P. G. Wodehouse, a partire da Piccadilly Jim nel 1918.
Negli anni 1950, molto tempo dopo la morte di Jenkins, la società era ancora gestita come un'azienda degli anni 1930. Nel 1964 si fuse con Barrie & Rockcliffe per formare la Barrie & Jenkins, che continuò a pubblicare i romanzi di Wodehouse, pur essendosi specializzata nella edizione di libri sulle ceramiche, vasellame e antichità. Nel 1969 pubblicò il primo libro di George MacDonald Fraser, il popolare Flashman, che era stato respinto da molti altri editori. La Barrie & Jenkins ebbe una breve durata e venne rilevata dalla Hutchinson rilevata a sua volta dalla Century e quindi dalla Random House (ora di proprietà di Bertelsmann). Continua ad esistere come editore specialista, soprattutto per le edizioni cartonate, all'interno della Random House.
Nonostante fosse un editore Jenkins fu anche noto come scrittore e il suo primo libro fu una biografia di George Borrow. Egli fu un ammiratore del poeta e artista visuale William Blake e condusse una ricerca sul suo processo per alto tradimento e sulla posizione della sua tomba andata perduta, scrivendo una sua biografia nel 1925.
Il suo personaggio più popolare fu Mr. Joseph Bindle, apparso per la prima volta in un romanzo umoristico del 1916 e poi in un certo numero di altri romanzi. Nella prefazione al libro, T. P. O'Connor scrisse che: "Bindle è il più grande Cockney (popolano londinese) della letteratura a partire dal Circolo Pickwick di Dickens". Le storie si basano sui tragicomici avvenimenti della sua vita sul posto di lavoro, a casa e tutte le avventure che si svolgono lungo la strada.
Jenkins scrisse anche diverse novelle sul detective Malcolm Sage, che vennero riunite in un libro pubblicato nel 1921. Sage veniva comparato a Hercule Poirot e Sherlock Holmes per il suo stile investigativo. Tre delle storie di Sage sono state inserite nella raccolta di dieci volumi di Eugene Thwings di racconti polizieschi d'epoca, The World's Best 100 Detective Stories del 1929.
Come accadeva all'epoca, molti dei suoi racconti vennero prima pubblicati in pulp magazine. Due dei suoi romanzi e diverse sue novelle vennero utilizzati come trama per la realizzazione di cortometraggi.

### Opere
Secondo una bibliografia compilata dall'English Department at the Canadian Mount Royal College, Jenkins scrisse le seguenti opere:
- 1912 The Life Of George Borrow
- 1916 Bindle: Some Chapters in the Life of Joseph Bindle
a.k.a. Bindle: The Story Of A Cheerful Soul
- 1917 The Night Club
- 1918 Patricia Brent, Spinster (pubblicato in Italia nel 2012 come Patricia Brent, zitella)
- 1919 The Adventures of Bindle
- 1919 The Rain-Girl: A Romance Of Today
- 1920 John Dene Of Toronto - A Comedy Of Whitehall

- 1921 Malcolm Sage, Detective.
comprendente le seguenti novelle:[9]

Sir John Dene Receives His Orders
The Strange Case of Mr. Challoner
Malcolm Sage's Mysterious Movements
The Surrey Cattle-Maiming Mystery
Inspector Wensdale Is Surprised
The Stolen Admiralty Memorandum
The Outrage at the Garage
Gladys Norman Dines with Thompson
The Holding Up of Lady Glanedale
A Lesson in Deduction
The McMurray Mystery
The Marmalade Clue
The Gylston Slander
Malcolm Sage Plays Patience
The Missing Heavyweight
The Great Fight at the Olympia
Lady Dene Calls on Malcolm Sage
- 1922 The Return of Alfred
- 1924 Mrs. Bindle: Some Incidents from the domestic life of the Bindles
- 1924 Bindles on the Rocks
- 1925 William Blake: Studies of his life and personality
- 1928 The Stiffsons and other stories
- 1932 Bindles omnibus